# Сизініо фон Претіс-Каґнодо
Сизініо фон Претіс-Каґнодо (нім. Sisinio Freiherr von Pretis-Cagnodo; *14 лютого 1828, Гамбург — †15 грудня 1890, Відень, Австро-Угорщина) — австро-угорський державний діяч, виконувач обов'язків міністра торгівлі Цислейтанії в 1870–1871, міністр фінансів в 1872–1879. Барон (1871).

## Життя і кар'єра
Походив з родини австрійського дипломата. Вивчав юриспруденцію і політологію в університетах Інсбрука, Праги, Геттінгена і Гейдельберга. У 1850 отримав ступінь доктора юридичних наук.
У 1852 вступив на австрійську державну службу. Працював в територіальному підрозділі міністерства фінансів в Трієсті. З 1853 на службі в адміністрації штатгальтера Австрійського Примор'я. У 1862 призначений секретарем новоствореного Морського міністерства Австрії. З 1866 — в міністерстві торгівлі. Займався питаннями митного регулювання, брав участь у виробленні торговельних угод з Великою Британією, Францією, Італією, Німеччиною і Швейцарією. У 1867 призначений шефом секції міністерства.
У 1870–1871 виконував обов'язки міністра торгівлі в кабінеті графа Потоцького. Після відставки уряду зайняв пост штатгальтера Австрійського Примор'я.
У 1872 зайняв пост міністра фінансів в кабінеті Адольфа фон Ауершперґа. Примикав до політичних груп німецьких лібералів, великих богемських землевласників. У 1878 виступав прихильником окупації Боснії. У 1879 пішов у відставку разом з кабінетом Штремайра.
У 1879–1888 — знову штатгальтер Примор'я, призначений на посаду незважаючи на невдоволення італійських іредентистів. В цілому зміг забезпечити в регіоні міжнаціональний мир.
Неодноразово відзначений державними нагородами. У 1871 удостоєний баронського титулу. З 1873 — член Таємної ради.